# Justyn Wojsznis
Justyn Wojsznis (* 1909 in Warschau; † 1965 ebenda) war ein polnischer Bergsteiger der Zwischenkriegszeit.
In der Tatra gelangen ihm eine Reihe von Erstbesteigungen. Wojsznis kletterte auch außerhalb Europas, so im Atlas und im Himalaya. Zusammen mit seinem Landsmann Jan Alfred Szczepański war er am 26. Februar 1937 als Erster auf dem höchsten Berg Chiles, dem Ojos del Salado (6893 m).
Seine Erfahrungen am Berg beschrieb Wojsznis in einer Reihe von Büchern.